# Bellingham (Washington)
Pour les articles homonymes, voir Bellingham.
Bellingham (en anglais [ˈbɛlɪŋhæm) est la plus grande ville et le siège du comté de Whatcom, dans l'État de Washington, aux États-Unis. Sa population est estimée à 85 146 résidents en 2015, ce qui en fait la treizième plus grande ville de l'État, et la sixième aire métropolitaine. Elle est située dans la baie de Bellingham, dont le nom a été utilisé pour désigner la ville. Les limites actuelles de la ville comprennent les anciennes villes de Fairhaven, Whatcom, Sehome et Bellingham.
Bellingham est l'agglomération la plus septentrionale des États-Unis comportant plus de 100 000 habitants contigüs. La ville est renommée pour sa proximité des Iles San Juan, de la partie nord de la chaîne des Cascades et des villes de Seattle et Vancouver. Bellingham est aussi largement fréquentée par des touristes canadiens qui profitent des prix intéressants de ce côté de la frontière. On y trouve également l’université Western Washington.

## Histoire

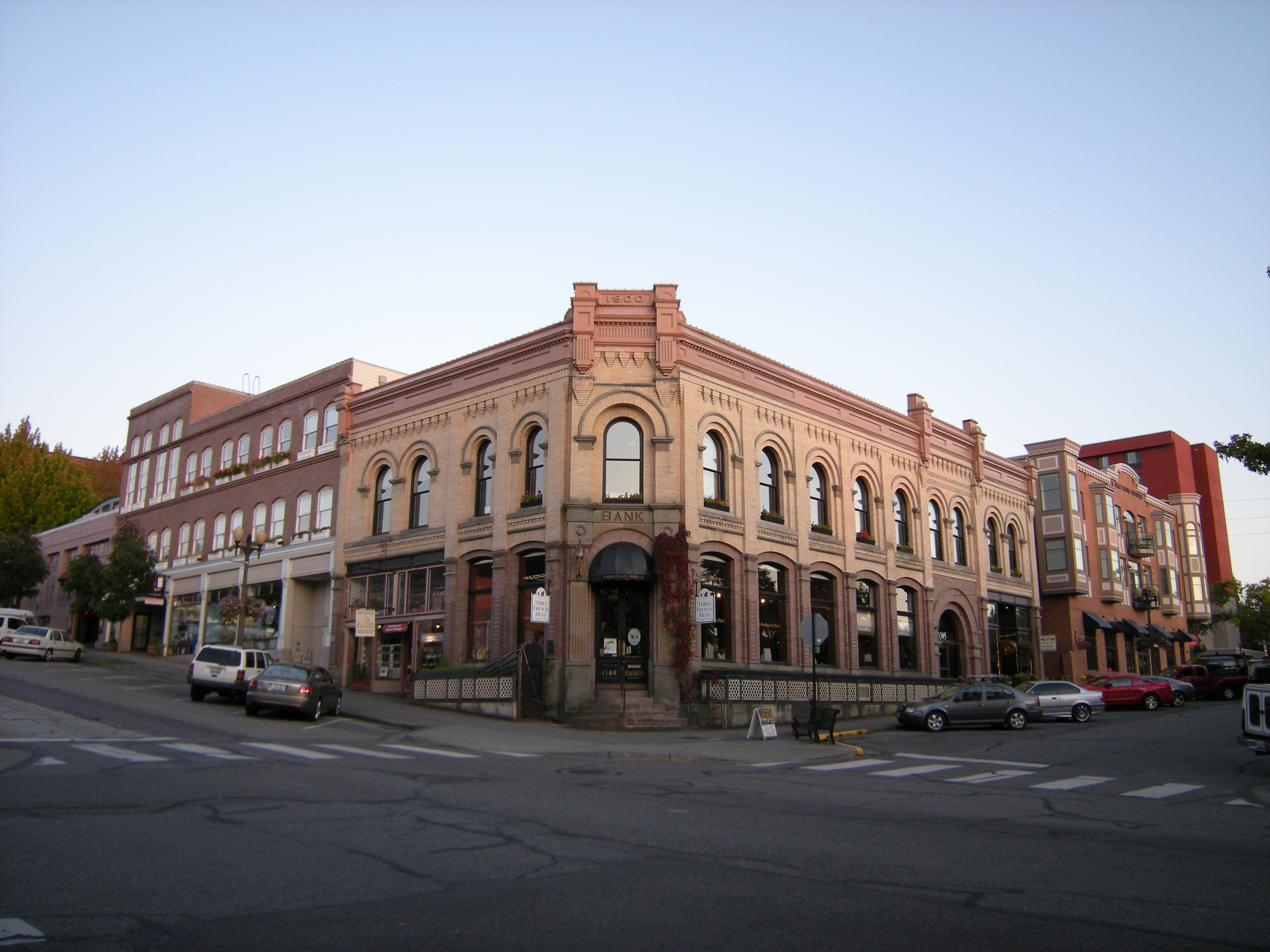
Un vieux bâtiment d'une banque construit en 1900 dans le Fairhaven Historic District.

Le nom de Bellingham vient de celui de la baie sur laquelle la ville est située. George Vancouver, qui a exploré l'endroit en juin 1742, l'a nommé d'après Sir William Bellingham, contrôleur des stocks pour la Royal Navy.
Avant l'installation euro-américaine, Bellingham était la terre des Salish de la côte du peuple Lummi et des tribus avoisinantes. Les premiers colons s'installèrent en 1854. En 1858, la ruée vers l'or de Fraser Canyon attire des milliers de mineurs venus de Californie. Whatcom (le nom originel de Bellingham) passe rapidement de petit village de meuniers à un port florissant, base du Whatcom Trail, qui mène aux mines de Fraser Canyon, défiant ouvertement le décret du gouverneur James Douglas, stipulant que tout entrée dans la colonie doit se faire via le port de Victoria, en Colombie-Britannique.
Le charbon est extrait à Bellingham entre le milieu du XIXe siècle et le milieu du XXe. C'est Henry Roeder qui découvre le charbon sur le rivage nord-est de la baie de Bellingham, et en 1854, un groupe d'investisseurs de San Francisco crée la Bellingham Bay Coal Company. La miné s'étend alors sur des centaines de kilomètres de galeries et tunnels, plongeant jusqu'à plus de 350 mètres. À son apogée, dans les années 1920, la mine employait plus de 250 mineurs. Elle ferma en 1955.
Bellingham fut incorporée en 1903 en unifiant quatre villes voisines : Whatcom, Sehome, Bellingham, et Fairhaven, toutes fondées au milieu du XIXe siècle. En 1890, Fairhaven, alors district commercial, racheta Bellingham. Whatcom et Sehome ayant une frontière commune et souhaitant s'unifier, devinrent New Whatcom. Plus tard, le 27 octobre 1903, le mot New (nouveau en anglais) fut abandonné à cause d'une loi de l'État de Washington interdisant ce mot dans tout nom de ville. La fusion des villes de Whatcom et Fairhaven échoua plusieurs fois, et de nombreuses controverses apparurent lors du choix du nom de la nouvelle ville, les citoyens d'une ville ne supportant pas de prendre le nom de l'autre. La décision se porta alors sur le nom Bellingham, le nom actuel.
Au début des années 1890, trois lignes ferroviaires arrivent sur la baie et la connectent au marché national des constructeurs. Les pieds des collines autour de la ville furent complètement déboisées après le séisme de San Francisco en 1906, pour fournir les bucherons en bois afin de rebâtir la cité californienne.
En 1889, Pierre Cornwall et un groupe d'investisseurs créèrent la Belligham Bay Improvement Company (BBIC), qui investit dans divers secteurs comme la livraison, le charbon, le minage, la construction ferroviaire et l'immobilier. Pour autant, leurs efforts pour faire de Bellingham une grande métropole de la côte nord-ouest du Pacifique sont vains. Leur contribution s'est tout de même révélée importante pour le développement économique de la ville.
Bellingham fut le lieu d'une l'émeute contre les travailleurs immigrés sikhs, en 1907. Un groupe de 400 à 500 hommes blancs, majoritairement membres de l'Asiatic Exclusion League, dont l'intention était d'exclure les immigrés en provenance d'Inde du secteur du bois, attaquèrent les maisons occupées par cette communauté. Les immigrés attaqués étaient à majorité sikhe, mais furent labellisés d'Hindous par les médias de l'époque.

## Géographie
La ville est située sur la baie de Bellingham, protégée par Lummi Island, Portage Island et la péninsule de Lummi, qui s'ouvre sur le détroit de Géorgie. Elle s'étend à l'est du mont Baker et du lac de Whatcom (d'où elle puise son eau potable) et au nord des montagnes Chuckanut et de la vallée de la Skagit. Le ruisseau de Whatcom traverse la ville. Bellingham est située 27 km au sud de la frontière avec le Canada et à 80 km au sud-est de Vancouver.
D'après le Bureau du recensement des États-Unis, la superficie de la ville est de 74,82 km2 , dont 4,71 km2 de surface d'eau. Le point le plus bas est situé au niveau de la mer, le long du front de mer. La ville s'élève jusqu'à 240 m d'altitude au niveau de Yew Street, au nord du lac Padden. Le mont Baker, à 50 km de la ville, est le plus haut sommet des environs, avec 3 285 m d'altitude. Il est d'ailleurs visible depuis de nombreuses parties de la ville. Le lac Whatcom forme la frontière est de la ville.

### Villes limitrophes
| Ferndale     | Laurel     | Deming |
| Lummi Island | Bellingham | Acme   |
|              | Bow        |        |

### Climat

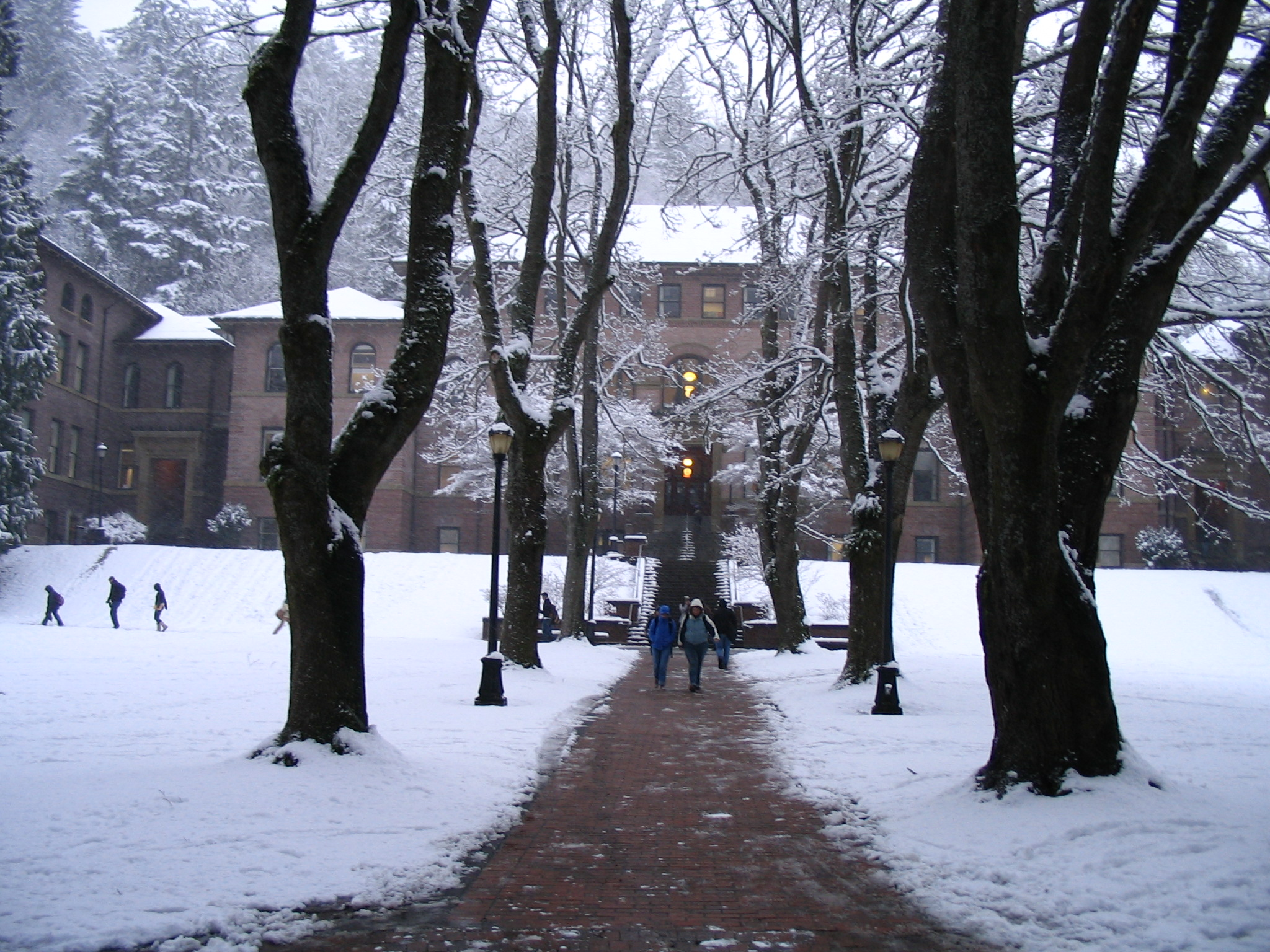
Old Main, Université Western Washington en hiver.

Le climat de Belligham est plutôt doux et typique de la région du Puget Sound. La moyenne annuelle des températures hautes et basses est respectivement de 15 et 6,7 °C. L'ouest du Comté de Whatcom a un climat océanique fortement influencé par la chaine des Cascades et les montagnes Olympiques. À l'est, les Cascades retiennent l'influence marine, alors que les Olympiques forment un rideau de protection contre la pluie, retenant une grande partie des précipitations venant du sud-ouest.
Belligham reçoit une moyenne annuelle de 885 mm de précipitations, ce qui est légèrement inférieur à Seattle. Le mois le plus humide est novembre, avec plusieurs grosses périodes de précipitations. Pour autant, elles sont réparties sur la période d'octobre à avril. Belligham a été rapportée comme étant la ville recevant le moins de soleil de toutes les villes américaines de plus de 50 000 habitants.
L'été est doux à Belligham, les jours les plus chauds excédant rarement les 32 °C, avec un record à 36 °C le 29 juillet 2009. C'est l'un des records les plus bas parmi les autres localités de l'État. Les mois de juillet et août voient en moyenne 5,7 jours de pluie combinés, ce qui est comparable à la ville de Phoenix. La sécheresse est rare, cependant certains étés ont tendance à être secs vers août et septembre. Les plantations sont plus souvent menacées par trop de précipitations que pas assez.
La proximité de la vallée du fleuve Fraser, occasionne des hivers rudes, correspondant plus au climat du nord-est, où un vent arctique venant du Canada s'engouffre dans la vallée. C'est le cas de l'hiver 2006, où la température était de −11 °C le 26 novembre, accompagnée de vent de plus de 70 km/h. La température ressentie était alors de −23 °C. Ponctuellement, des petits points d'eau peuvent geler suffisamment pour pratiquer le patin à glace.
Ces vents peuvent rencontrer l'humidité du golfe d'Alaska et créer de la neige, de la grêle ou de très fortes pluies.
Un autre phénomène, connu comme le « Pineapple Express » se produit en automne. Pendant une grande partie de la journée, un vent chaud et régulier souffle du sud. Lorsque ce phénomène se produit tardivement, en hiver, après plusieurs jours de courant froid venu du nord-est, la chaleur du courant méridional peut provoquer une fonte rapide de la neige, poussant le système de drainage naturel dans ses limites.
| Mois                                  | jan.     | fév.     | mars     | avril   | mai     | juin    | jui.    | août    | sep.    | oct.    | nov.     | déc.     | année    |
| ------------------------------------- | -------- | -------- | -------- | ------- | ------- | ------- | ------- | ------- | ------- | ------- | -------- | -------- | -------- |
| Température minimale moyenne (°C)     | 1,1      | 1,4      | 3,1      | 5,3     | 8,3     | 11      | 12,8    | 12,6    | 9,8     | 6,2     | 3,3      | 1,2      | 6,3      |
| Température moyenne (°C)              | 4,6      | 5,4      | 7,3      | 9,8     | 13,1    | 15,4    | 17,7    | 17,7    | 14,9    | 10,6    | 6,9      | 4,3      | 10,7     |
| Température maximale moyenne (°C)     | 7,9      | 9,4      | 11,6     | 14,3    | 17,7    | 19,9    | 22,6    | 22,8    | 20,1    | 14,9    | 10,6     | 7,5      | 14,9     |
| Record de froid (°C) date du record   | −19 1950 | −19 1950 | −12 1951 | −4 1951 | −4 1954 | 3 1999  | 4 1957  | 3 1969  | −2 1972 | −7 1984 | −16 1955 | −18 1964 | −19 1950 |
| Record de chaleur (°C) date du record | 18 2010  | 22 2012  | 24 2004  | 28 2016 | 32 1983 | 37 2021 | 36 2009 | 38 2021 | 32 1974 | 26 1987 | 23 2016  | 19 2014  | 38 2021  |
| Ensoleillement (h)                    | 62       | 84       | 124      | 180     | 217     | 240     | 279     | 248     | 186     | 124     | 60       | 62       | 1 866    |
| Précipitations (mm)                   | 114      | 72,4     | 85,3     | 70,4    | 56,6    | 40,9    | 22,4    | 28,7    | 51,1    | 97,8    | 132,1    | 110      | 881,7    |
| dont neige (cm)                       | 7,9      | 2        | 2,3      | 0       | 0       | 0       | 0       | 0       | 0       | 0,5     | 0        | 6,1      | 18,8     |
| Nombre de jours avec précipitations   | 18,9     | 15,7     | 17,9     | 15,5    | 12,3    | 10,6    | 5,7     | 6,2     | 11      | 16,3    | 19,6     | 19,3     | 169      |
| Nombre de jours avec neige            | 1,3      | 0,4      | 0,3      | 0       | 0       | 0       | 0       | 0       | 0       | 0,1     | 0        | 1,6      | 3,7      |

## Démographie
| Groupe            | Bellingham | Washington | États-Unis |
| ----------------- | ---------- | ---------- | ---------- |
| Blancs            | 84,9       | 77,3       | 72,4       |
| Asiatiques        | 5,1        | 7,2        | 4,8        |
| Métis             | 4,3        | 4,7        | 2,9        |
| Autres            | 2,8        | 5,2        | 6,2        |
| Amérindiens       | 1,4        | 1,5        | 0,9        |
| Afro-Américains   | 1,3        | 3,6        | 12,6       |
| Océaniens         | 0,3        | 0,6        | 0,2        |
| Total             | 100        | 100        | 100        |
|                   |            |            |            |
| Latino-Américains | 7,0        | 11,2       | 16,7       |

Selon l'American Community Survey, pour la période 2011-2015, 87,03 % de la population âgée de plus de 5 ans déclare parler anglais à la maison, alors que 5,02 % déclare parler l'espagnol, 1,28 % le russe, 0,95 % le vietnamien, 0,76 % une langue chinoise, 0,51 % le coréen et 4,45 % une autre langue.

## Éducation
Il y a trois high school publiques à Bellingham : Bellingham High School, Sehome High School et Squalicum High School. Elle dispose aussi de quatre middle schools, dont la Whatcom Middle School qui a récemment été reconstruite après un incendie important en 2009.
Elle dispose de quatre lycées privées : Whatcom Hills Waldorf School, Whatcom Day Academy, St. Paul's Academy et Assumption Catholic School.
L'université Western Washington est située au sud de la ville et accueille plus de 15 000 étudiants. Trois collèges communautaires sont aussi situés à Bellingham : Whatcom Community College, Bellingham Technical College et Northwest Indian College. L'Université Trinity Western dispose d'une annexe à Bellingham.

## Économie
Le revenu annuel moyen d'un travailleur à Bellingham est de 37 900 $, ce qui est inférieur à la moyenne de l'État, 44 710 $.
Ajustés sur l'inflation, les salaires à Bellingham et dans le comté de Whatcom ont baissé sur une période de 30 ans, alors que le secteur tertiaire prenait le pas sur la production de biens (mines, construction et manufacture). Le secteur tertiaire représente maintenant au moins 77 % des emplois non liés à l'agriculture dans le comté de Whatcom.
Entre 1989 et 1999, le revenu moyen par foyer a progressé de 41 % alors que les prix liés au logement ont eux progressé de 108 % sur la même période. Sur les années 1998 à 2000, le revenu moyen ne permettait pas de louer un deux pièces, dans le comté de Whatcom.
Pour l'année 2005, le prix moyen des maisons vendues dans le comté de Whatcom était de 259 000 $ contre 269 000 $ pour la ville de Bellingham, soit plus que la moyenne de l'État, 260 900 $.

## Événements
- La Ski to Sea[24] est une course d'équipe composé de 7 relais : ski de fond, ski alpin (ou snowboard), course à pied, cyclisme sur route, canoë (deux personnes), VTT et kayak. Les participants débutent à la station de ski du mont Baker, et rejoignent la ligne d'arrivée sur la baie de Bellingham. Elle est organisée par la Bellingham/Whatcom Chamber of Commerce & Industry, et fut créée en 1973. Elle prend ses racines dans le Marathon du Mont Baker de 1911.
- Le Marathon de Bellingham[25] (aussi semi-marathon, 10 km et 5 km) se tient annuellement, lors du dernier dimanche de septembre, attirant en moyenne 2500 coureurs et marcheurs chaque année. Le marathon commence près de Gooseberry Point dans la réserve des Lummi, et offre une vue sur les îles et montagnes de la région, puis longe la baie de Belligham et finit sur le Depot Market Square dans le centre-ville. Les courses du semi-marathon, 10 km et 5 km commencent sur cette même place et partagent une partie du parcours du marathon. Tous les profits de l'évènement sont reversés aux associations pour la jeunesse du comté de Whatcom.
- Le Whatcom Artist Studio Tour[26] est un évènement populaire regroupant les artistes locaux. Lors des deux premiers week-ends d'octobre, les artistes ouvrent leur studio aux visiteurs afin de partager leur travail.
- Le festival Bellingham Highland Games & Scottish est organisé chaque premier week-end de juin au parc Hovander de Ferndale. L'évènement célèbre la culture et l'héritage écossais au travers de la musique, la cuisine, les jeux et le sport[27].
- Le collège communautaire de Whatcom et la force opérationnelle des droits de l'homme organisent chaque année, depuis 1998, la conférence Dr. Martin Luther King Jr. Human Rights lors du week-end du MLK day[28].
- La LinuxFest Northwest[29] est une conférence consacrée à la discussion et au développement du système Linux et aux autres logiciels libres. Il se tient, depuis 2000, au Bellingham Technical College durant le dernier week-end d'avril, et accueille plus d'un millier de visiteurs venus du nord-ouest des États-Unis et de l'ouest du Canada. C'est l'un des plus grands rassemblements de ce genre.
- Chaque 21 septembre, lors de la journée internationale de la paix, la ville[30] propose diverses évènements sur le thème de la non-violence, l'entente entre communautés et la paix dans le monde.
- Le festival de musique de Bellingham[31] est un évènement annuel consacré aux concerts et orchestres, tenu en juillet, qui accueille des musiciens nord-américains.
- La Bellingham pride[32] est une marche des fiertés qui se tient chaque année en juillet, pour célébrer la communauté LGBT et leurs proches. Elle est organisée dans le centre-ville.
- La Belligham Wig Out (wig out signifiant perruque en anglais), qui se tient annuellement chaque vendredi précédant le Memorial Day, est une célébration amusante et irrévérencieuse du printemps arrivant. Les évènements incluent une marche des perruques, où les porteurs de perruques défilent le long du centre des affaires en centre-ville, une compétition des perruques, et plusieurs fêtes de la perruque dans différents endroits en ville. Les participants font aussi généralement partie de la parade Ski to Sea la semaine suivante[33].
- Le Festival Grec de Bellingham se tient chaque année en septembre, le week-end suivant le Labor Day, dans l'église orthodoxe Sainte-Sophie.
- L'Imperial Sovereign Court of the Evergreen Empire est une organisation de charité à destination des drag queen, qui est présente depuis plus de trente ans à Bellingham. Elle lève des fonds pour des bourses scolaires et organise différents évènements tout au long de l'année. Coronation, son plus gros évènement, se tient le deuxième samedi de janvier chaque année. Et le Bellingham Gay Pageant se tient le troisième samedi de septembre.

## Voie de communication et transports

### Transport aérien
Bellingham possède un aéroport (code AITA : BLI).

## Jumelages
- Tateyama (Japon) depuis 1952
- Port Stephens (Australie) depuis 1982
- Nakhodka (Russie) depuis 1989
- Punta Arenas (Chili) depuis 1996
- Cheongju (Corée du Sud) depuis 2008
- Vaasa (Finlande) depuis 2009
- Tsetserleg (Mongolie) depuis 2011